# Emilio Bacardí Moreau
Emilio Bacardí Moreau (Santiago de Cuba, 5 de junio de 1844-Cuabitas, 28 de agosto de 1922) fue un escritor, empresario y político cubano, partidario de la independencia de Cuba.

## Biografía
Nació en Santiago de Cuba, el 5 de junio de 1844, y sus padres fueron el empresario español Facundo Bacardí y Amalia Victoria Moreau. Sus inquietudes literarias y políticas resultaron tempranas, primero en el movimiento reformista y, poco después, en las filas del independentismo, como participante en una frustrada conspiración que, tras el alzamiento del Diez de octubre de 1868, intentaba deponer al gobernador del Departamento Oriental. Acusado de facilitar dinero y armas a los insurrectos, en 1876 fue condenado a cumplir prisión en Chafarinas. En 1896, una vez más, su activismo emancipador durante la Guerra de Independencia lo condujo a presidio —en esa ocasión en Ceuta—, bajo acusación de haber proporcionado armas a los patriotas.
Su hijo Emilio —tenido de su primer matrimonio con María Lay—, alcanzaría el grado de coronel en el Ejército Libertador, como ayudante de Antonio Maceo durante la campaña invasora.
Fue el primer alcalde republicano de su ciudad natal, elegido en 1901 con el 61 % de los votos. En 1906 fue elegido senador de la república por el conservador Partido Moderado, de Domingo Méndez Capote y Tomás Estrada Palma. Extendió la electrificación y pavimentó gran parte del casco urbano, por lo que oficialmente fue reconocido como «Hijo predilecto de Santiago de Cuba».
En diciembre de 1867, el Liceo de Puerto Príncipe (actual Camagüey) premió en certamen público un estudio de Bacardí, titulado Conveniencia de reservar a las mujeres ciertos trabajos.
En 1910 apareció, en Santiago de Cuba, editada por El Cubano Libre, la primera parte de su novela Vía Crucis, una evocación de la Guerra de los Diez Años (1868-1878). En 1914, se publicó en Barcelona (España), impresa en la casa de la viuda de Luis Tasso, la  novela completa, con su segunda y última parte, titulada Magdalena. La edición fue prologada por Joaquín Navarro Riera (Ducazcal).
En 1917, publicó Doña Guiomar, ambientada en tiempos de la conquista española (1536 a 1548), y cuya acción se desenvuelve en Santiago de Cuba. A su muerte, en 1922, dejó inéditas las novelas Filigrana y El doctor de Beaulieu, todas de inspiración patriótica y de factura naturalista, aunque animadas de pasión romántica.
Escribió obras teatrales, como el drama Al abismo, estrenado en 1912 por la compañía de Virginia Fábregas, en el teatro Oriente, de Santiago de Cuba, y publicado en la revista Cuba Contemporánea. Permanecen inéditas otras dos obras teatrales: Casada, virgen y mártir y La vida.
También escribió las Crónicas de Santiago de Cuba (diez tomos); el libro de viajes Hacia tierras viejas, y las biografías de Florencio Villanova, Pío Rosado y La condesa de Merlín. Leyó esta última obra en su discurso de recepción en la Academia Nacional de Artes y Letras, como miembro correspondiente de la Región Oriental.
Falleció el 28 de agosto de 1922, a los 78 años, en «Villa Elvira», quinta campestre de su propiedad cercana a Cuabitas, poblado próximo a Santiago de Cuba. La quinta llevaba el nombre de su esposa, Elvira Cape.